# ファラデー効果
ファラデー効果（ファラデーこうか）あるいは磁気旋光（じきせんこう）とは、磁場に平行な進行方向に、直線偏光を物質に透過させたときに偏光面が回転する現象のことである。また、この回転をファラデー回転 (Faraday Rotation) と呼ぶ。
1845年にマイケル・ファラデーによって発見された。

## 定義
ファラデー効果による旋光度{\displaystyle \alpha }は、磁場の強さ{\displaystyle H}、偏光が通過する物質の長さ{\displaystyle l}として
{\displaystyle \alpha =VHl}
で表される。{\displaystyle V}は、物質の種類と偏光の波長、温度に依存する定数でありベルデ定数と呼ばれる。

## 応用
ファラデー効果は光アイソレータという反射光が光源に戻るのを防ぐための素子に使用されている。
偏光を透過させる物質としてはガーネットが用いられる。
また、ある場所の磁場の強さをファラデー効果を利用して測定できる。
これを利用すると、電気回路に電流計を組み込むことなく、磁場を発生させている電流を測定できる。また、第二種超伝導体の混合状態における磁束量子の観察にも用いられている。